# Rocca Pallavicino (Busseto)
Die Rocca Pallavicino, auch Rocca di Busseto genannt, ist eine mittelalterliche Burg in Busseto in der italienischen Region Emilia-Romagna. Sie wurde Mitte des 19. Jahrhunderts fast vollständig im Stile der Neugotik umgebaut und liegt an der Piazza Verdi in der Ortsmitte. In der Burg sind das klassizistische Teatro Giuseppe Verdi und die Gemeindeverwaltung von Busseto untergebracht.

## Geschichte

Wappen der Pallavicini

Die ursprüngliche Festung ließ im Jahre 985 Adalbert von Baden von den Obertenghi, Familienoberhaupt der Pallavicini, errichten.
1216 griffen die Truppen von Piacenza und Mailand die Burg an und zerstörten sie.
1249 investierte der Kaiser des Heiligen Römischen Reiches, Friedrich II., den Markgrafen Oberto II. Pallavicino in das Lehen von Busseto; im Jahr darauf ließ dieser eine neue, potente Burg errichten, die vollständig von einem Mauerring und einem Burggraben umgeben und über eine Zugbrücke vom großen Vorplatz aus zu erreichen war.
1395 bestätigte der römisch-deutsche König Wenzel Niccolò Pallavicino die Rechte über Busseto, Borgo San Donnino, Solignano, Ravarno, Monte Palero, Tabiano, Bargone, Serravalle, Pietramogolana, Parola, Castelvecchio di Soragna und Soragna.

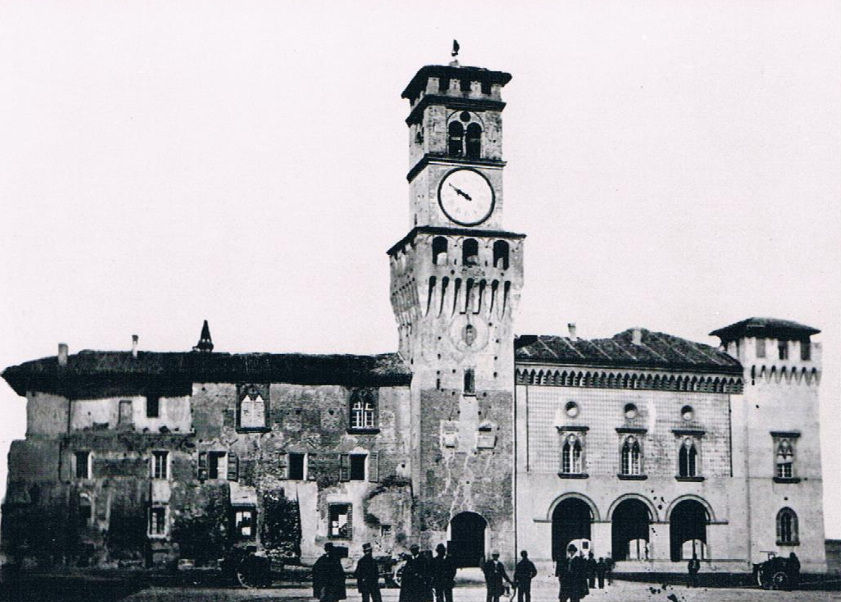
Die Burg um die Mitte des 19. Jahrhunderts

1441 griff Niccolò Piccinino an mehreren Fronten den Stato Pallavicino an und zwang den Markgrafen Rolando Pallavicino, sich in der Rocca di Busseto zu verbarrikadieren. Der Condottiere belagerte die Burg und besiegte nach einigen Scharmützeln Rolando Pallavicino, der sich zuerst nach Venedig und später nach Ferrara flüchtete. Alle seine Lehen wurden vom Herzog von Mailand, Filippo Maria Visconti, konfisziert. Rolando Pallavicino versuchte, sich erneut in den Besitz seiner Güter zu bringen und bewies 1445 dem Herzog seine Loyalität, der auf die Rückgabe fast aller seiner Lehensgebiete, mit Ausnahme von Monticelli d’Ongina und einiger weiterer Lehen, die Piccinino erhalten hatte, erkannte.
Nach dem Tod von Rolando Pallavicino im Jahre 1457 gehörten die Burgen von Busseto und Bargone gemeinsam seinen beiden Söhnen Pallavicino Pallavicini und Gian Ludovico Pallavicino.

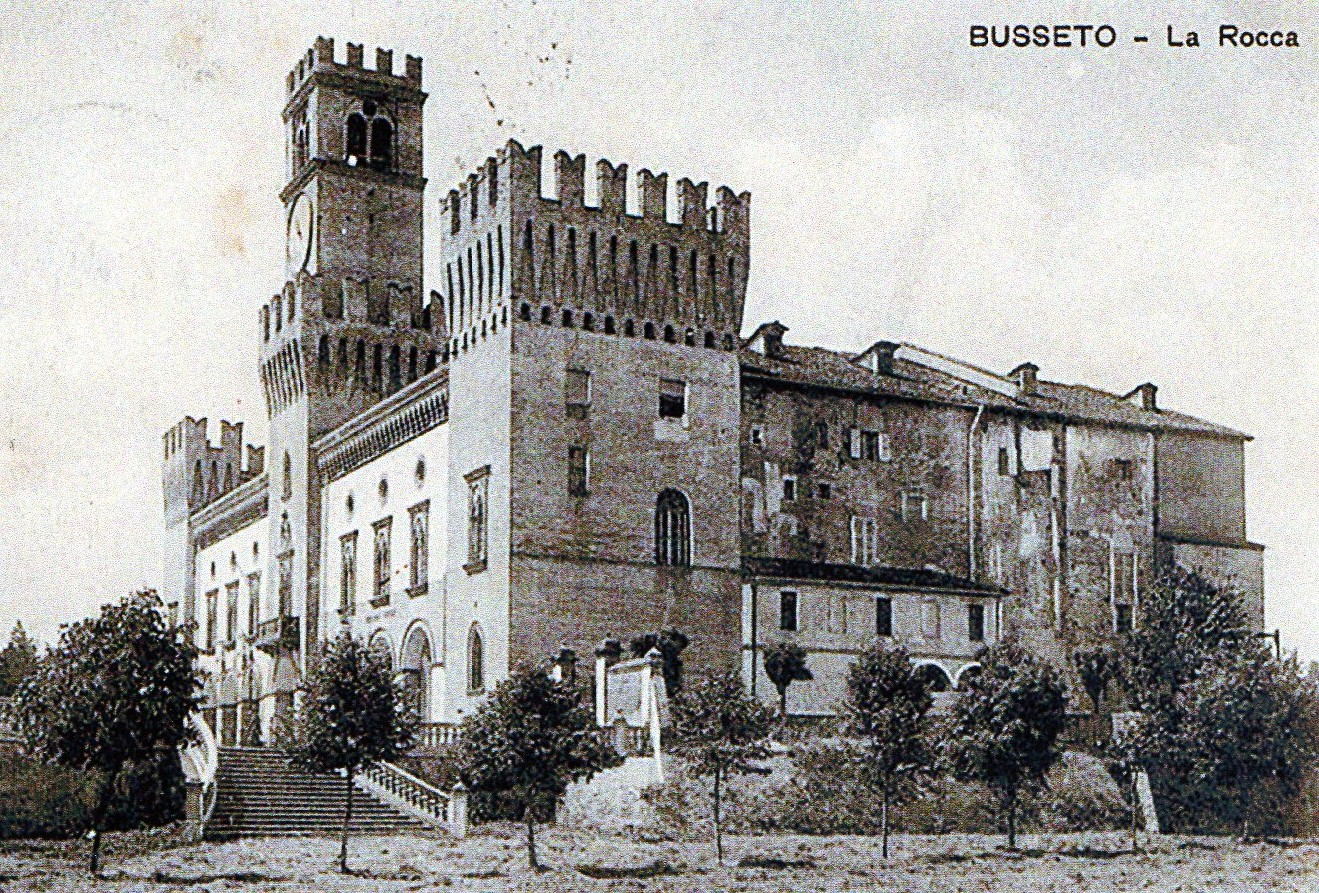
Die Burg um 1940

1522 bat Giovanni dalle Bande Nere um Gastfreundschaft in der Burg und um Proviant, aber dies wurde ihm verweigert. Aus Rache plünderte er die Burg.
1543 fand das Treffen zwischen Kaiser Karl V. und Papst Paul III. in dieser Burg statt.
Mit dem Aussterben des Busseto-Zweiges der Familie im Jahre 1585 lag der Stato Pallavicino im Zentrum der Verteilungskämpfe zwischen den anderen Zweigen des Adelshauses und 1588 annektierte der Herzog Alessandro Farnese das Territorium und machte es zum Herzogtum Parma und Piacenza.
1856 wurde die alte Festung, die sich im Stadium des fortgeschrittenen Verfalls befand, vom herzoglichen Liegenschaftsamt an die Gemeinde Busseto verkauft, die den Architekten Pier Luigi Montecchini aus Parma mit dem vollständigen Umbau in neugotischen Stil beauftragte. Die Arbeiten, die 1857 begonnen und 1868 abgeschlossen wurden, betrafen das gesamte Gebäude, von dem nur der Bergfried aus dem 16. Jahrhundert und wenige weitere Elemente erhalten blieben. Im Inneren der Burg wurde sogar ein neues Theater als Ersatz für das vorhergehende eingebaut, das wesentlich geringere Ausmaße als das ursprüngliche hatte.

## Beschreibung

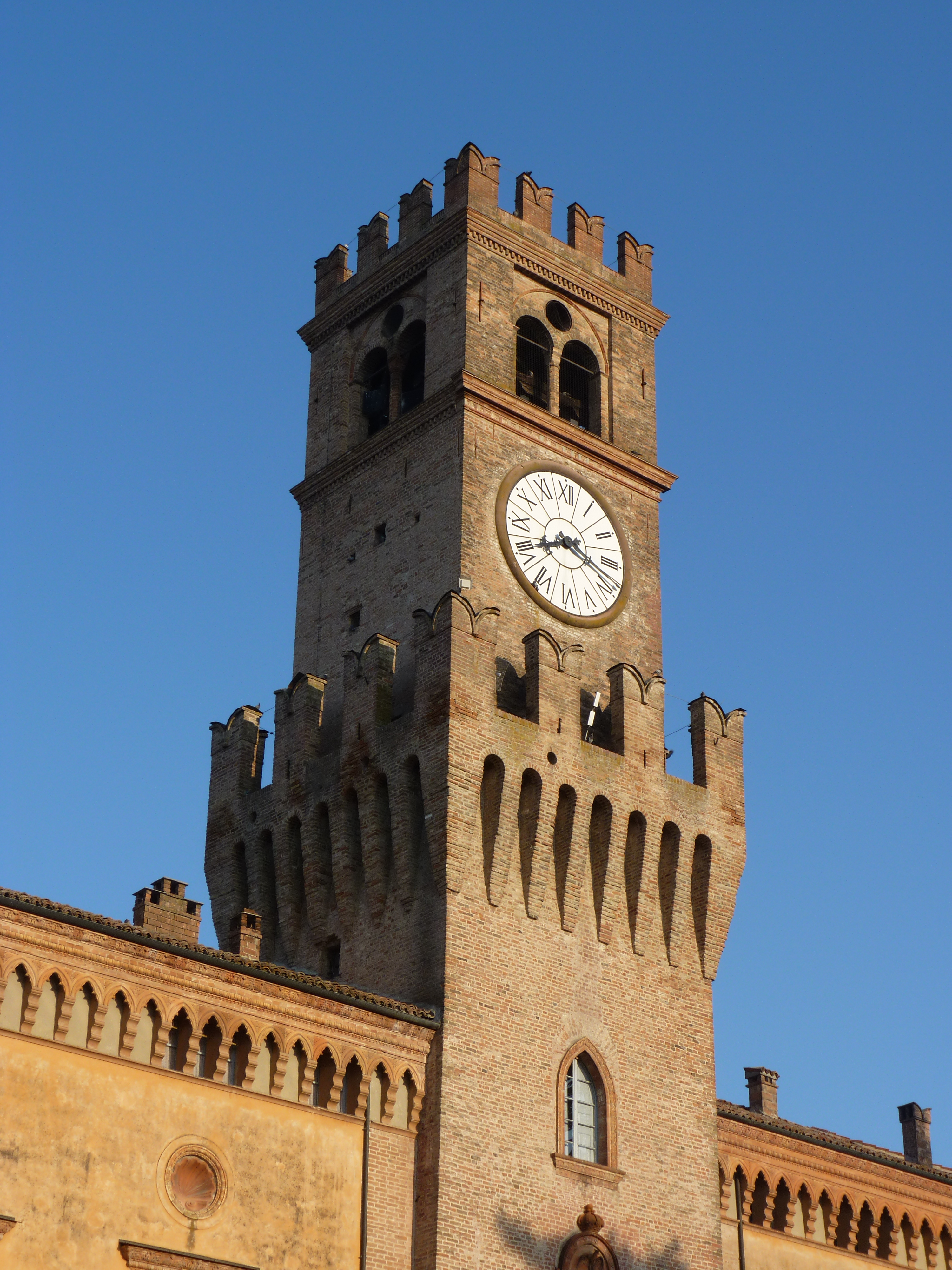
Der hohe Turm aus dem 16. Jahrhundert in der Mitte der Hauptfassade

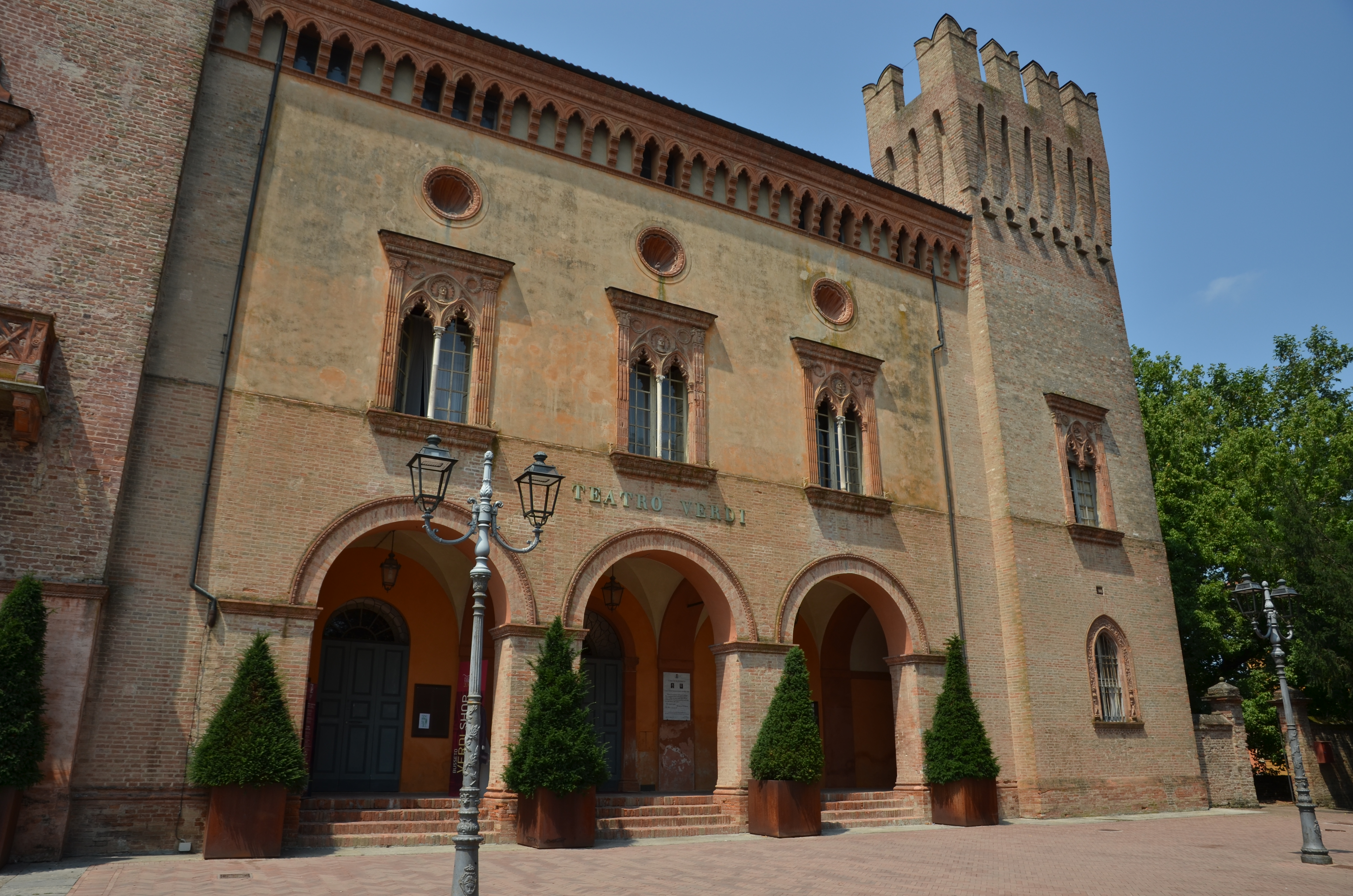
Rechte Seite der Hauptfassade mit dem Eingang zum Teatro Verdi

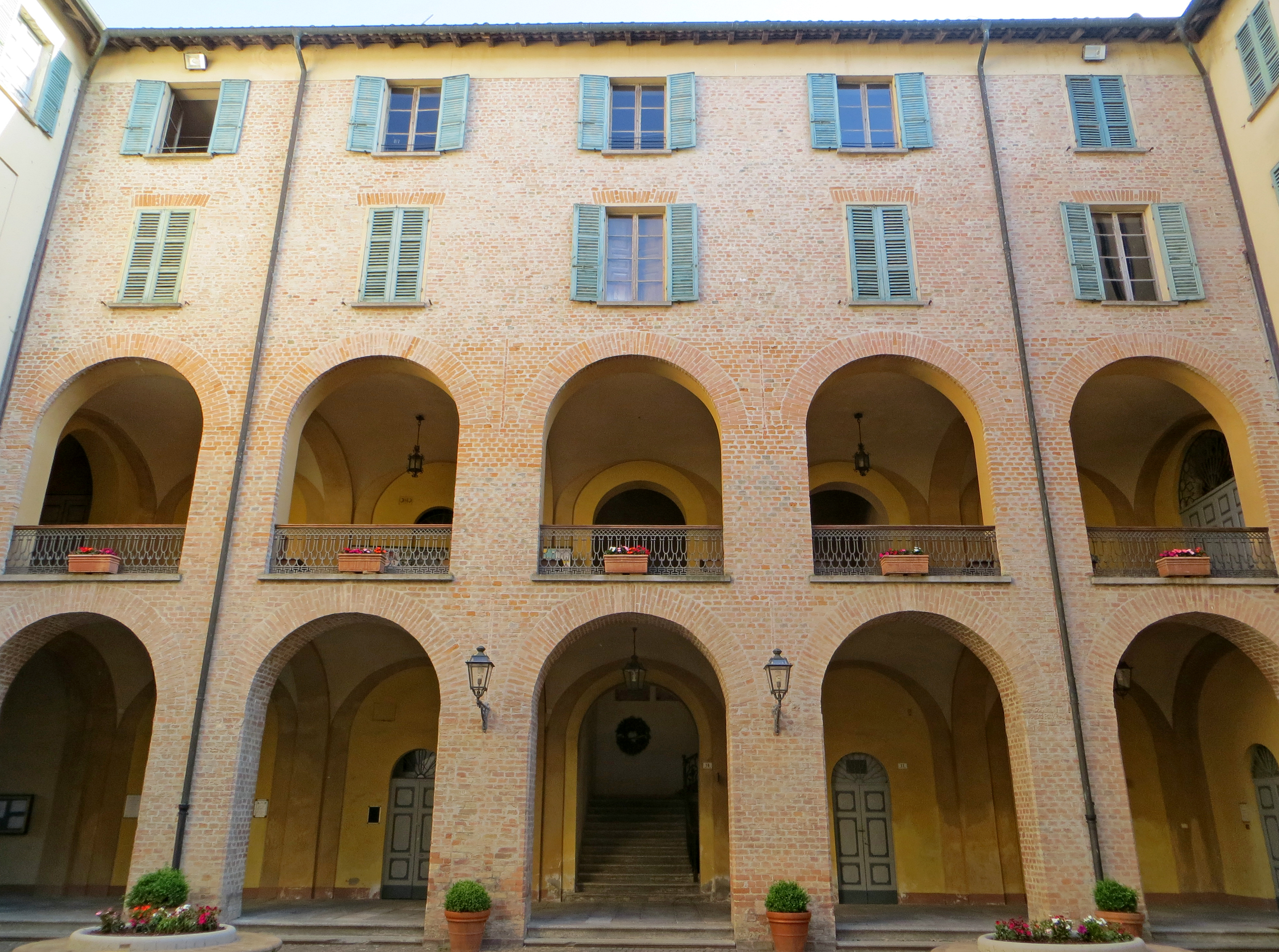
Südseite des Innenhofes

Die Burg erhebt sich um einen quadratischen Innenhof. Drei der vier Außenecken besitzen Türme, die beim Umbau im 19. Jahrhundert angebaut wurden.
Die Fassaden im neugotischen Stil bestehen fast ausschließlich aus Mauerziegeln; Ausnahme ist das 1. Obergeschoss an der Hauptfassade, das verputzt wurde. In der Mitte dieser Hauptfassade erhebt sich Bergfried aus dem 16. Jahrhundert. Der hohe Turm, den ghibellinische Zinnen krönen, wird von der großen Uhr in der Mitte dominiert, über der sich die Glockenstube mit je einem Doppelfenster auf jeder Seite öffnet. Auf beiden Seiten des Mitteltrakts erheben sich über einer Vorhalle mit Rundbögen zwei perfekt symmetrische Flügel, die im ersten Obergeschoss eine Reihe von schön ausgearbeiteten Spitzbogendoppelfenstern, umgeben von Rahmen mit Lisenen und Formellen aus Terrakotta, die zum größten Teil im 15. Jahrhundert von der Bauhütte von Rinaldo de Stavolis geschaffen wurden. Darüber sind elegante Medaillons in Terrakotta in Schneckenform angebracht, während ganz oben ein Traufgesims mit neugotischen, kleinen Bögen verläuft. Diese eleganten Doppelfenster finden sich auch an den beiden äußeren Türmen, die im Erdgeschoss auch mit gleichartigen Einzelfenstern in Terrakotta ausgestattet sind.
Unter der Vorhalle auf der rechten Seite liegt der Eingang zum Teatro Giuseppe Verdi, wogegen man auf der linken Seite zu den Räumen der Gemeindeverwaltung gelangt.
Wenn man durch den Haupteingang an der Basis des mittleren Turms geht, gelangt man in den Innenhof, der auf der Südseite durch eine Vorhalle mit darüber liegender Loggia, ausgeführt in Ziegelmauerwerk, dominiert wird. An der gegenüberliegenden Wand befindet sich ein steinernes Relief des kaiserlichen Adlers, dem Wappen der Markgrafen Pallavicino, das ursprünglich auf dem südlichen Gemeindetor angebracht war. Genau in Achse mit dem Haupteingangs liegt auf der Rückseite des Gebäudes der Nebeneingang.